# Alkione (gwiazda)
Alkione (Eta Tauri, η Tau) – gwiazda wielokrotna w gwiazdozbiorze Byka. Jest najjaśniejszą gwiazdą spośród Plejad. Alkione jest oddalona o około 403 lata świetlne od Słońca.

## Nazwa
Gwiazda ta nosi tradycyjną nazwę Alkione, wywodzącą się z mitologii greckiej. Mityczna Alkione była jedną z Plejad. W języku chińskim jest znana jako chiń. 昴宿六; pinyin Mǎo sù liù. Międzynarodowa Unia Astronomiczna w 2016 roku formalnie zatwierdziła użycie nazwy Alkione dla określenia tej gwiazdy.

## Charakterystyka
Eta Tauri to układ pięciu związanych grawitacyjnie gwiazd. Główny składnik, Eta Tauri A (Alkione), to błękitny olbrzym typu B o wielkości obserwowanej +2,87m. Jest gwiazdą zmienną zaćmieniową, w której obydwa składniki oddalone są o odległość 0,031 sekundy kątowej, co odpowiada odległości Słońca do Jowisza. Wokół tego układu podwójnego krążą jeszcze 3 gwiazdy. Eta Tauri B i C są podobnymi karłami typu A o wielkości gwiazdowej 8 i oddalone są od składnika A o odpowiednio 117,2 oraz 180,8 sekundy kątowej. Eta Tauri D to jasnożółty karzeł typu F, oddalony o 190,5 sekundy kątowej od składnika A. Jego jasność gwiazdowa to +8,7m. Eta Tauri C (V647 Tau) jest sklasyfikowana jako gwiazda zmienna typu Delta Scuti i jej jasność zmienia się średnio od +8,25 do +8,30m w czasie 1,13 godziny.
Eta Tauri A wypromieniowuje około 2400 razy więcej energii od Słońca, temperatura powierzchni gwiazdy wynosi 13 000 K. Duża prędkość rotacji wynosząca 215 km/s spowodowała stworzenie dysku gazowego wokół równika gwiazdy. Gwiazdę otacza też słaba mgławica refleksyjna, część obłoku materii międzygwiazdowej w którym zanurzone są Plejady.